# 斌沏县
斌沏县（越南语：／）是越南永隆省下辖的一个县。

## 地理
斌沏县东南接泳濂县，南接三平县，西接龙湖县，北接槟椥省则拉县。

## 历史
阮主時期，斌沏縣為柬埔寨領土。越南史籍稱作真臘國斌沏府。嘉隆年間，阮福映在斌沏府和茶榮府設置威遠屯，越南人大量移居該地。
明命六年（1825年），阮朝改威遠屯為樂化府，以斌沏府設遵義縣，茶榮府設茶榮縣，隸屬永清鎮。
1976年2月，斌沏县区域为丐𣐅县，隶属九龙省管辖。
2020年1月10日，政会社并入丐𣐅市镇。

## 行政区划
斌沏县下辖1市镇11社，县莅丐𣐅市镇。
- 丐𣐅市镇（Thị trấn Cái Nhum）
- 安福社（Xã An Phước）
- 平福社（Xã Bình Phước）
- 政安社（Xã Chánh An）
- 和净社（Xã Hòa Tịnh）
- 隆美社（Xã Long Mỹ）
- 美安社（Xã Mỹ An）
- 美福社（Xã Mỹ Phước）
- 仁富社（Xã Nhơn Phú）
- 新安会社（Xã Tân An Hội）
- 新隆社（Xã Tân Long）
- 新隆会社（Xã Tân Long Hội）